# Gruppo di Polifemo

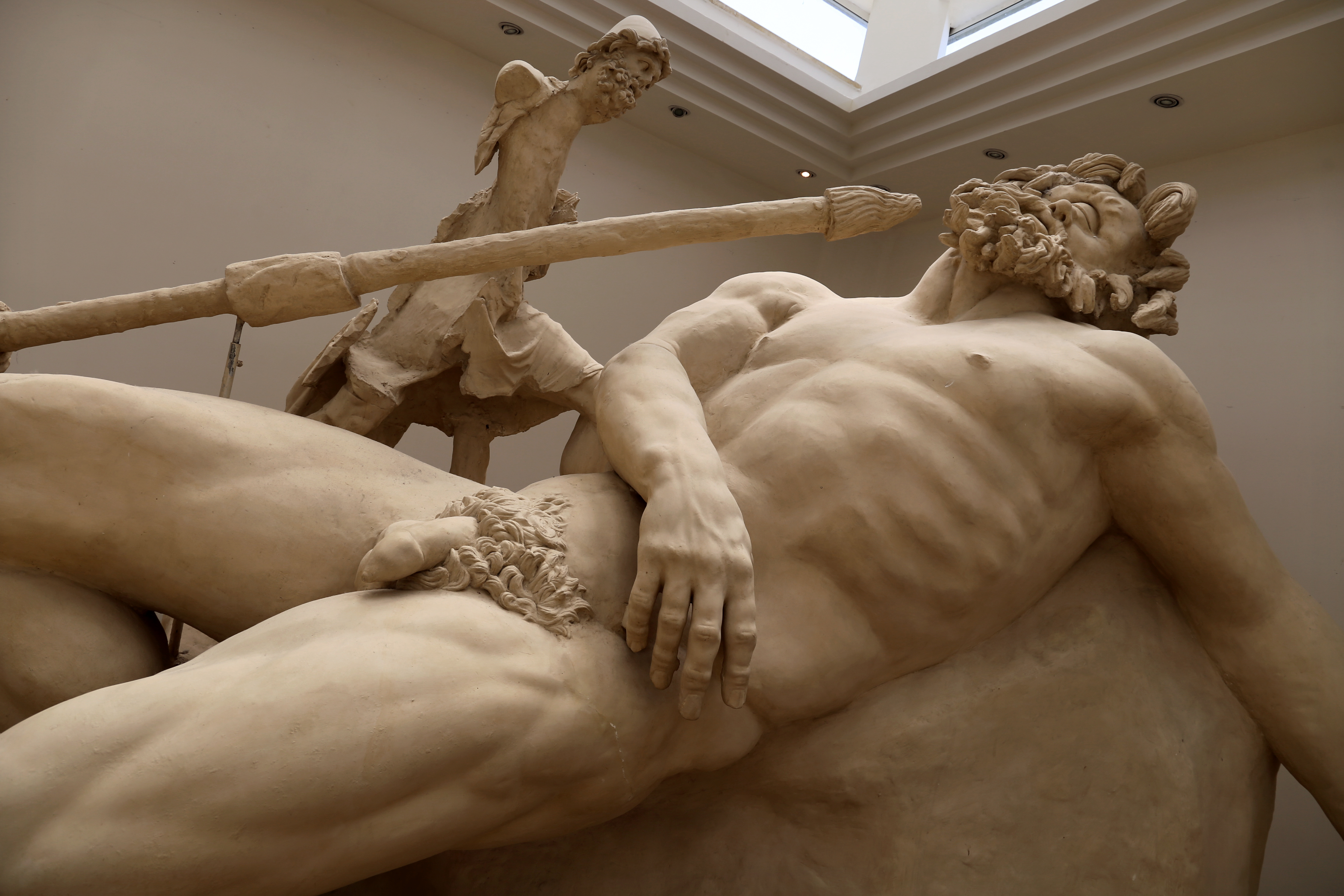
Veduta laterale

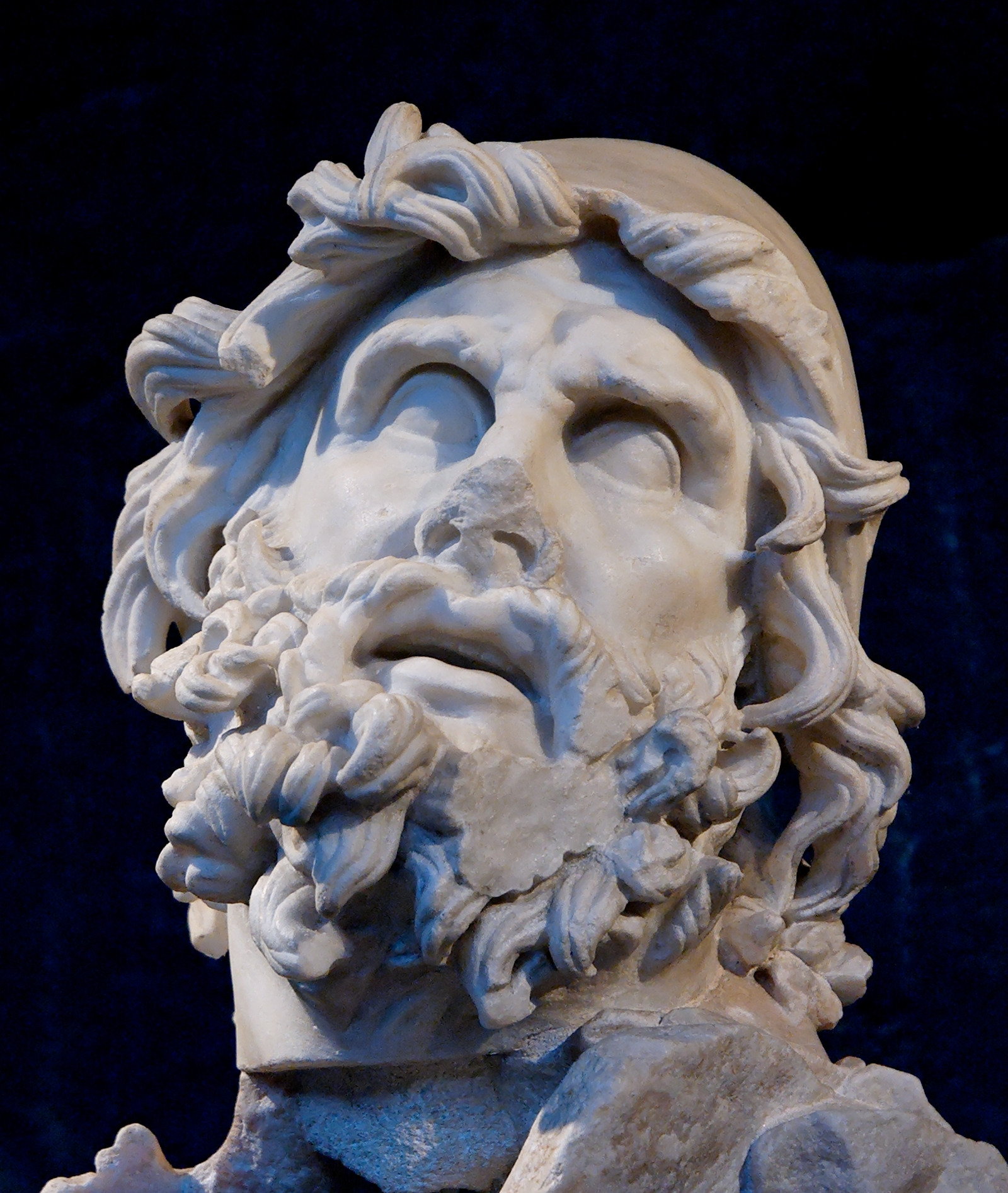
Testa di Ulisse

Il gruppo scultoreo di Ulisse che acceca Polifemo, noto anche semplicemente come Gruppo di Polifemo, è una copia romana in marmo di un'opera degli scultori Agesandro, Atenodoro e Polidoro, databile al I secolo a.C. circa e conservato nel Museo archeologico nazionale di Sperlonga (provincia di Latina).

## Storia e descrizione
Il gruppo scultoreo frammentario fu ritrovato nel 1957 in una grotta nella villa di Tiberio a Sperlonga. La vasta cavità principale della grotta era preceduta da una ampia vasca rettangolare (peschiera) con acqua marina, al cui centro era stata realizzata un'isola artificiale che ospitava la caenatio (sala da pranzo) estiva. La vasca comunicava con una piscina interna circolare (diametro di 12 m), dove era collocato il Gruppo di Scilla. Sulla cavità principale si aprivano due ambienti minori: a sinistra un ambiente a ferro di cavallo, con in fondo un triclinio, e a destra un ninfeo con cascatelle e giochi d'acqua, in fondo al quale si apriva una nicchia che ospitava il Gruppo dell'accecamento di Polifemo. Tra la piscina circolare e la vasca quadrata erano collocati poi due gruppi scultorei più piccoli: il Rapimento del Palladio e il gruppo di Ulisse che trascina il corpo di Achille (copia del quale, mutila e frammentaria è l'attuale statua del Pasquino a Roma). Una scultura con Ganimede rapito dall'aquila di Zeus era invece posta in alto sopra l'apertura della grotta.
Il gruppo scultoreo è di dimensioni colossali ed oggi è stato ricostruito nel museo con un calco in gesso, completo di integrazioni ricostruite in base ai frammenti esistenti, che permette di farsi un'idea del complesso. Per ricreare l'aspetto compositivo del gruppo ed individuare la collocazione spaziale dei singoli personaggi che ne fanno parte ci si è avvalsi come fonte iconografica di un frammento di sarcofago romano del III secolo d.C., di identico tema, custodito presso il Museo Civico di Castello Ursino a Catania.
Il gigante è rappresentato ebbro e sdraiato su una roccia, circondato dai suoi aggressori, che si muovono con circospezione. Ulisse si trova più in alto ed è vicino alla testa del ciclope per assicurarsi che la punta incandescente del palo, retto da due compagni più in basso, colpisca esattamente l'occhio. Un terzo compagno, meglio conservato, assiste alla scena alzando il braccio in segno di paura, mentre l'altra mano regge l'otre col vino con il quale è stato fatto ubriacare il gigante. Ulisse, a differenza degli altri marinai, è vestito con una tunica corta e mantello, e in testa indossa il tipico berretto conico (pileus), che lo contraddistingue. La sua testa mostra evidenti affinità con quella del celebre Laocoonte, realizzato dagli stessi scultori, come testimonia un'iscrizione frammentaria trovata a Sperlonga, che riporta gli stessi nomi citati da Plinio a proposito della statua vaticana.

## Galleria d'immagini

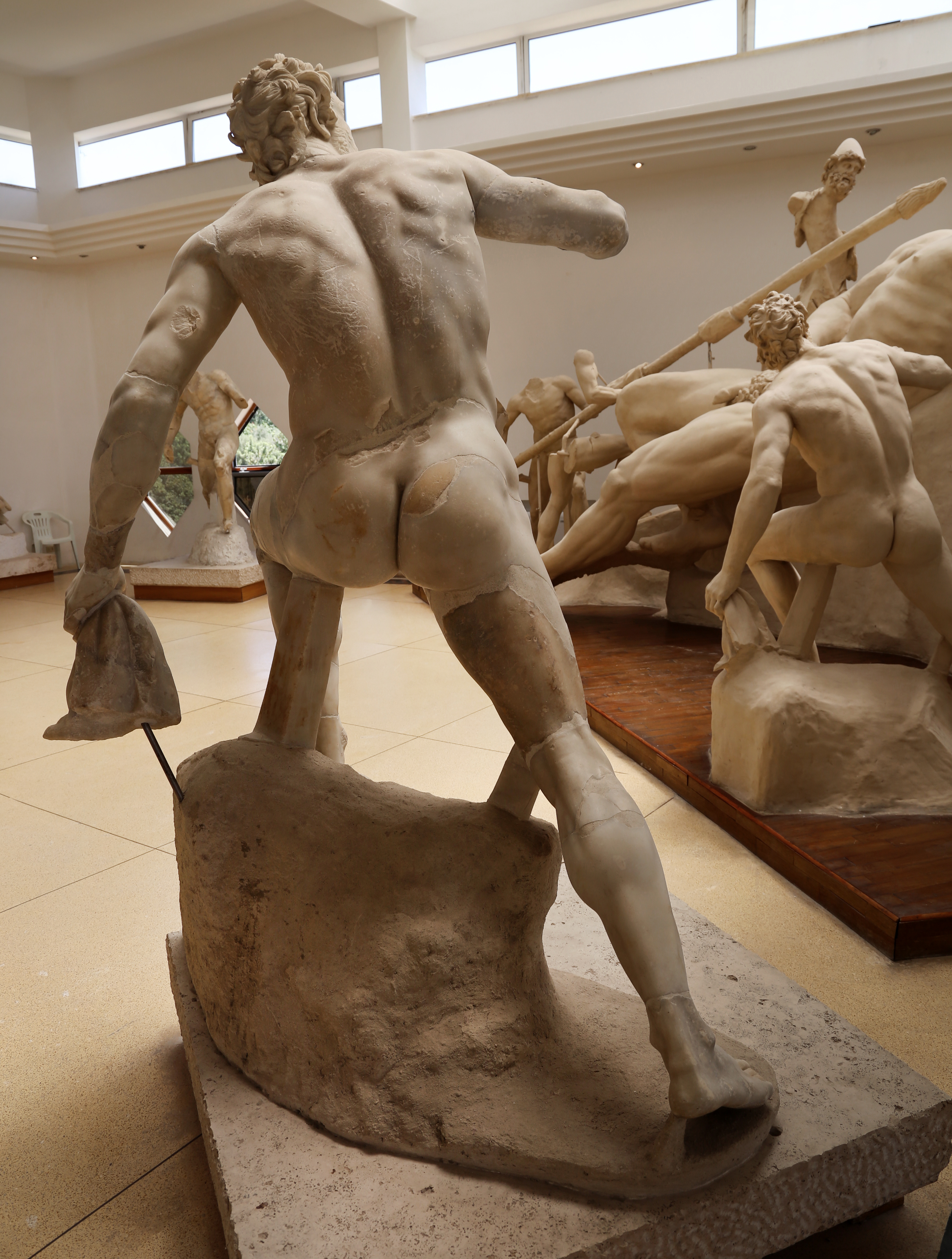
Il marinaio isolato.
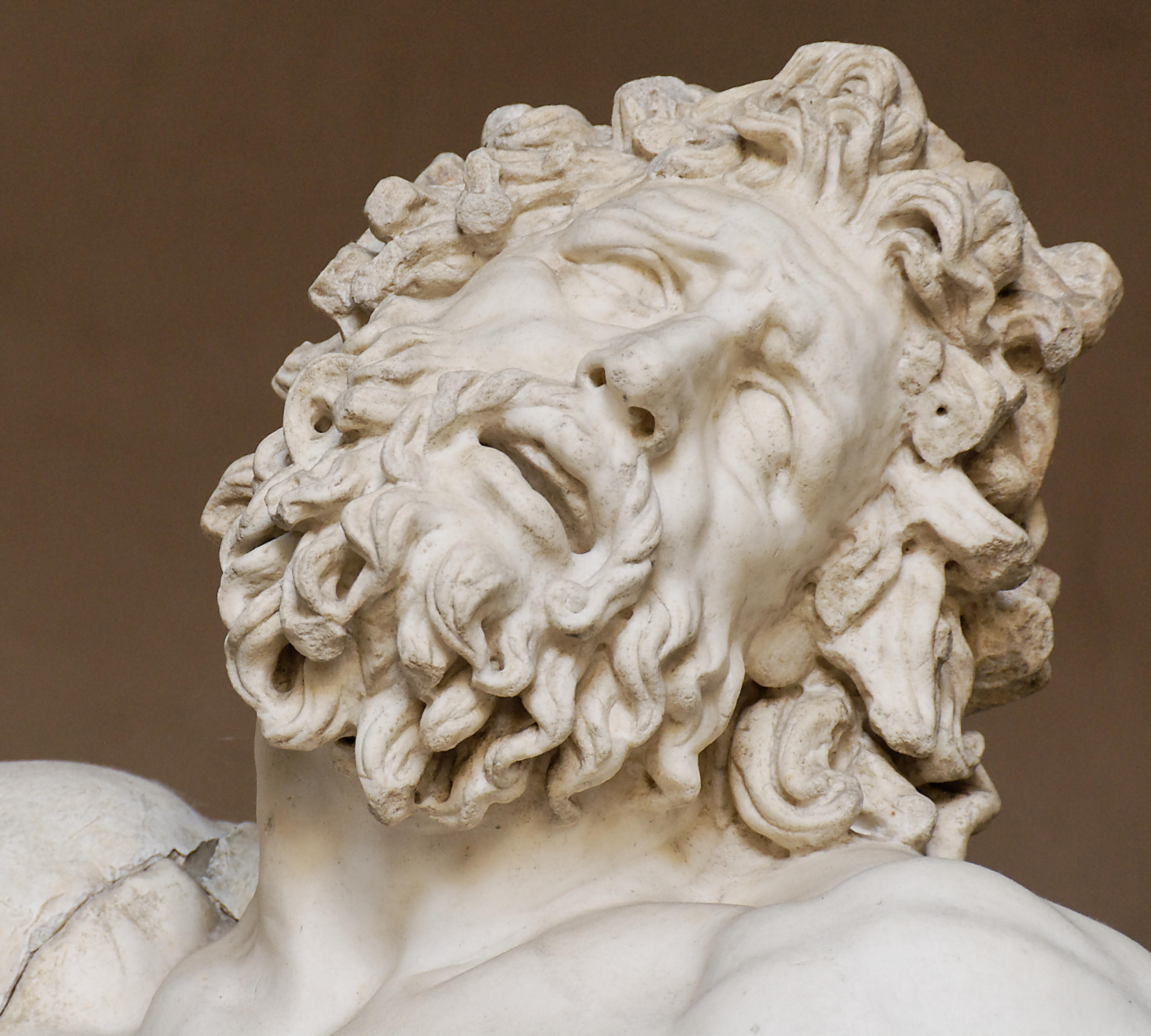
La testa di Laocoonte, degli stessi autori del gruppo di Polifemo.
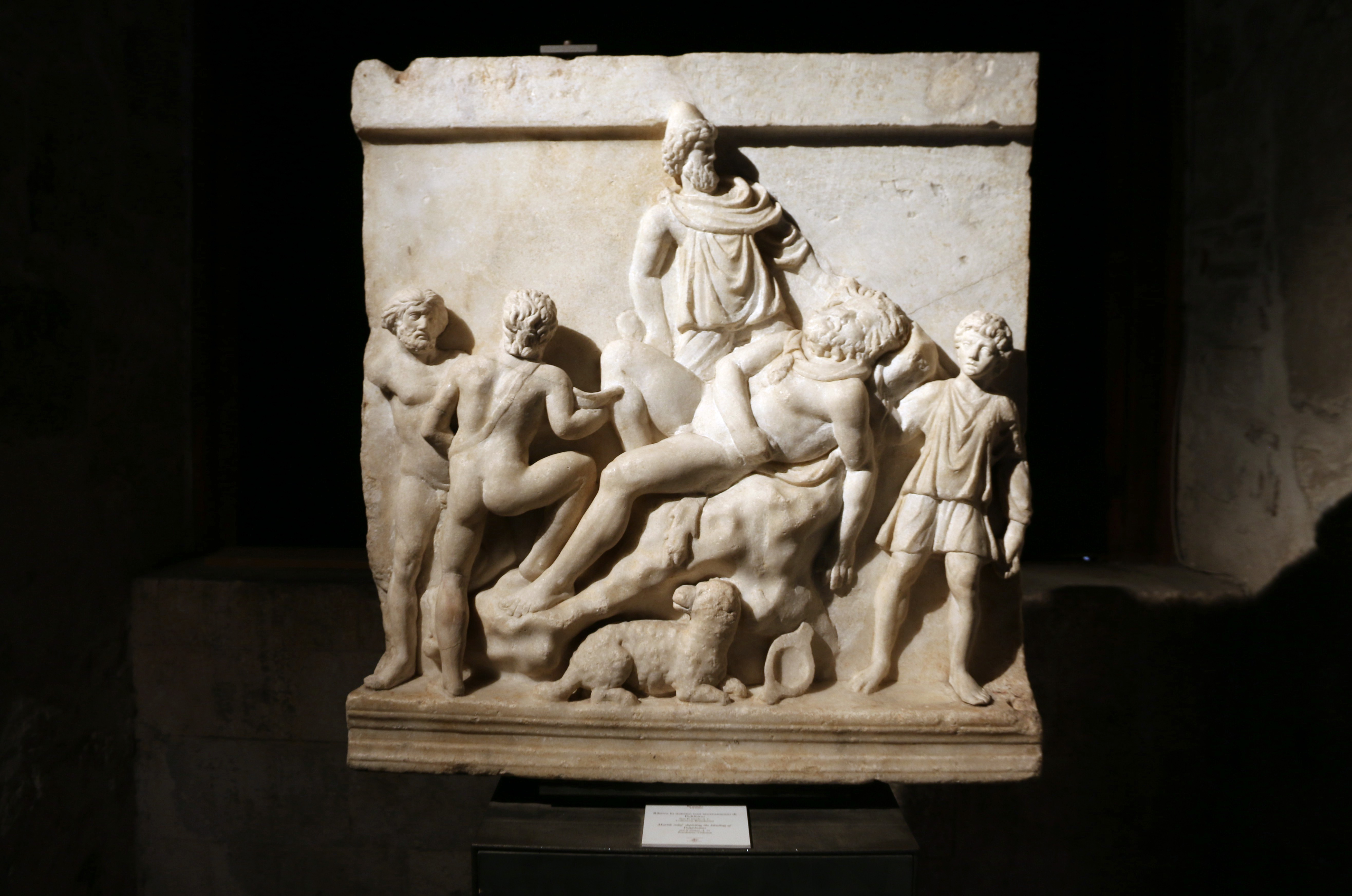
Frammento di sarcofago romano del III secolo d.C. con scena dell’accecamento di Polifemo, utilizzato come fonte iconografica per la ricomposizione del Gruppo di Sperlonga. Museo Civico di Castello Ursino, Catania.